# Liolaemus xanthoviridis
La lagartija de Rawson (Liolaemus xanthoviridis) es una  especie de lagartija de la familia Liolaemidae nativa de la zona denominada Dos Pozos, cerca de la ciudad de Rawson, Chubut, en la República Argentina.